# 特倫特湖 (石勒蘇益格-荷爾斯泰因州)
54°09′49″N 10°24′46″E / 54.1635°N 10.4127°E
特倫特湖（德語：Trentsee），是德國的湖泊，位於該國北部石勒蘇益格-荷爾斯泰因州，由普倫縣負責管轄，面積0.09平方公里，最大水深6米，水體容量41萬立方米，湖岸線長度1.1公里。